# Thorning
Thorning es un pueblo danés incluido dentro del municipio de Silkeborg, en la región de Jutlandia Central.

## Geografía
Thorning se sitúa en la parte central de la península de Jutlandia. Las localidades vecinas son las siguientes:
| Noroeste: Frederiks | Norte: Neder Havm | Noreste: Demstrup  |
| Oeste: Karup        |                   | Este: Kjellerup    |
| Suroeste: Engesvang | Sur: Engesvang    | Sureste: Kragelund |

Su territorio presenta dos zonas diferenciadas: la parte suroeste la ocupa el bosque Kompedal Plantage mientras que la parte noreste está dedicada a la agricultura. Esta caracterizado por la presencia de suaves colinas. En cuanto a cursos de agua, el río Haller discurre por su parte sur y el Tange lo hace por la central y norte. El último pasa, además, junto al casco urbano. Al norte de la localidad también se encuentra la laguna Nipgård.

## Comunicaciones

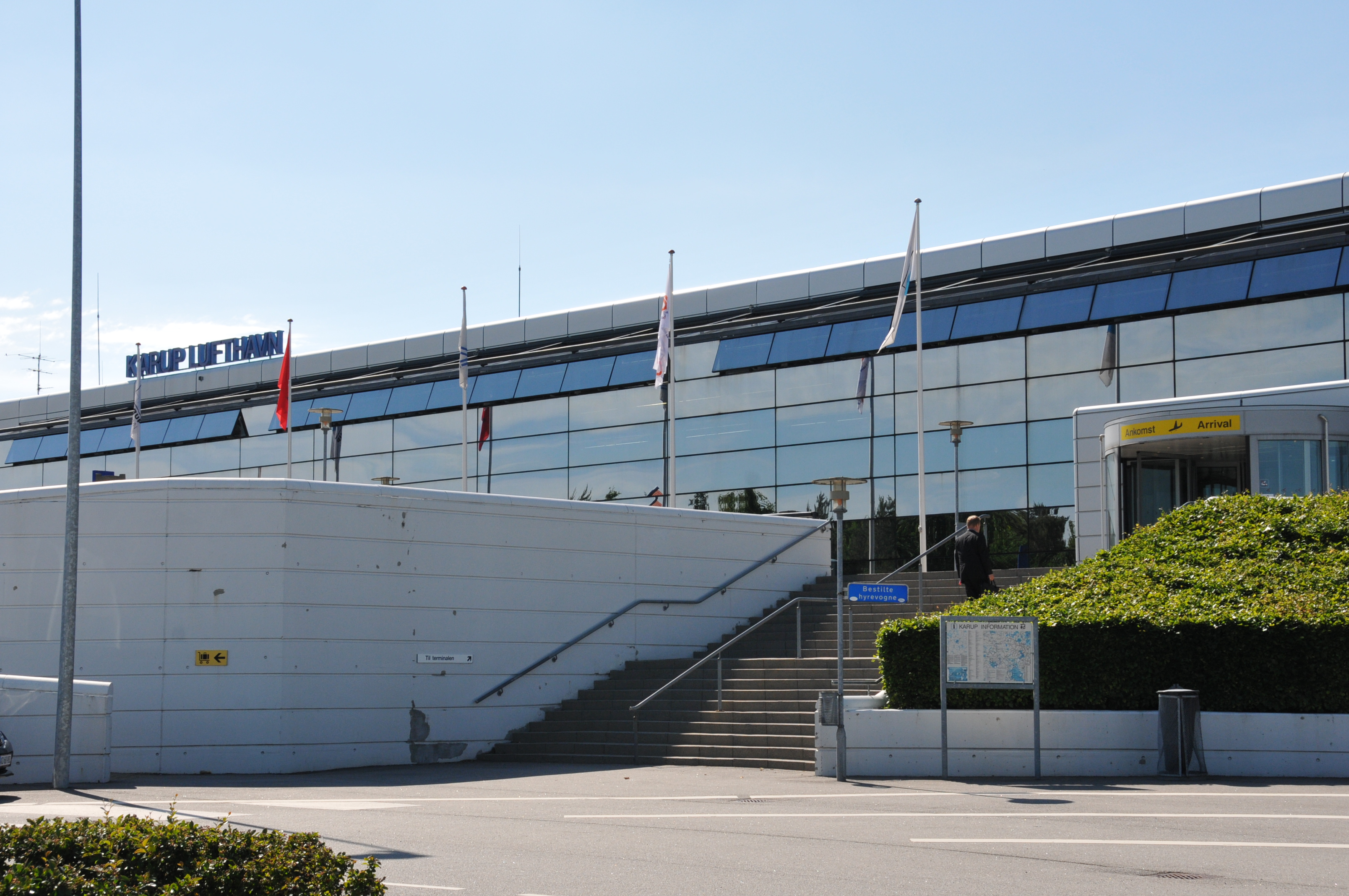
El aeropuerto de Karup es el más cercano a la localidad.

Por Thorning no pasa ninguna autopista (motorvej). Su área la atraviesa la carretera nacional (motortrafikvej) n.º 13 que conecta Viborg con Ølholm y que discurre junto al casco urbano. La carretera regional (landevej) n.º 186 transita de este a oeste por el norte del mismo. Varias carreteras locales permiten conectar la localidad con las vecinas y de ellas se puede destacar la Vattrupvej que le permite el acceso a Kjellerup (8 km al este).
En la población tienen parada las siguientes líneas de autobús:
| Líneas de autobuses en Thorning |                                                     |
| Número                          | Recorrido                                           |
| 926X                            | Viborg – Thorning – Nørre Snede – Tørring – Vejle   |
| 711                             | Viborg – Hald Ege – Neder Hvam – Thorning – Gråmose |
| 801                             | Kjellerup – Vium – Neder Hvam – Thorning            |
| 802                             | Kjellerup – Gråmose – Thorning – Vinderslev         |

No cuenta con conexión ferroviaria. Las estaciones de tren más cercanas se encuentran a 18 km en Rødkærsbro y a 23 km en Ikast.
Los aeropuertos más cercanos son los de Karup (16 km); Aalborg (117 km) y Aarhus (111 km).

## Demografía
| Población de Thorning entre 2010 y 2017 |
|                                         |
| Fuente: Statistics Denmark.             |

A 1 de enero de 2017 vivían en la localidad 1034 personas de las que 511 son hombres y 523 mujeres. Thorning está integrado dentro del municipio de Sikeborg y supone el 1% del total de su población. La densidad de población en este municipio era de 107 hab/km² inferior a la del total de Dinamarca que se sitúa en 133 hab/km².

## Economía
Además del sector primario representado por una agricultura dedicada mayoritariamente al cereal, existe un sector secundario con una empresa de instalaciones eléctricas; un taller de carpintería; un taller para elementos hidráulicos; una pequeña fábrica de cerveza; así como un horno de panadería y repostería. Es notable –dada la latitud a la que se encuentra la población– la existencia de un pequeño elaborador de vino artesanal.
Dentro del sector terciario o de servicios se encuentra un gran almacén  de materiales de construcción; un supermercado; un comerciante de vino así como varios restaurantes. También existe una pequeña clínica médica.

## Educación y deportes
La población cuenta con una escuela donde imparten clase 45 maestros y a la que acuden 490 alumnos. En el ámbito deportivo dispone de unas instalaciones multiusos donde se puede practicar bádminton, fútbol y atletismo.

## Turismo

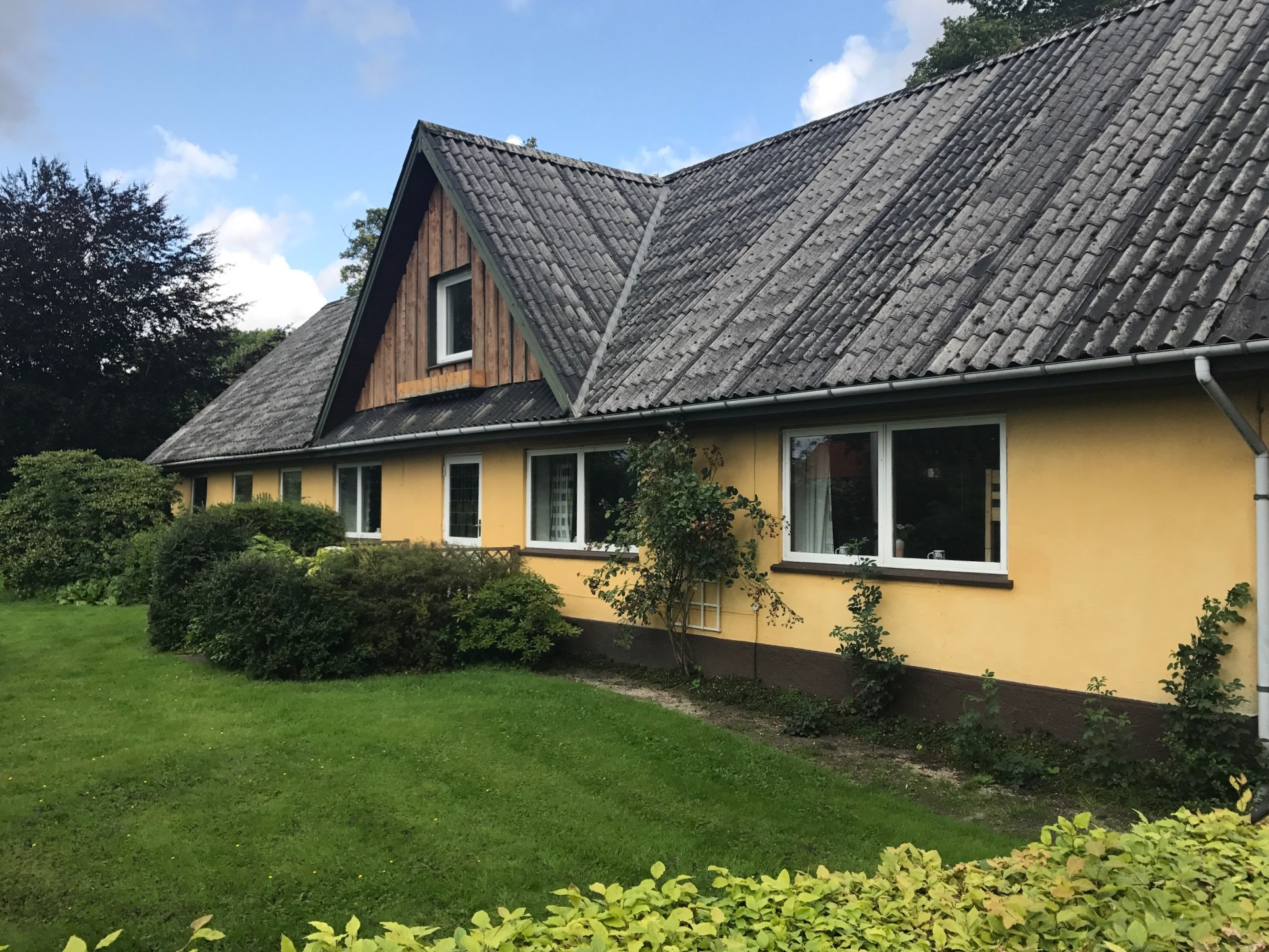
Albergue de senderistas y peregrinos en Thorning.

Thorning cuenta con un museo dedicado a Steen Steensen Blicher el párroco local entre los años 1819 y 1825. Blicher dejó un buen número de obras escritas sobre la región. El museo –instalado en su antigua vivienda–  proporciona información e impresiones de cómo era la región y la vida en ella durante su época. 
La localidad es también punto de paso de la ruta de senderismo y peregrinación  denominada Hærvejen que discurre entre Hirtshals/Frederikshavn y Padborg. Para alojar a quienes recorren este camino el municipio tiene habilitado un edificio como albergue.